# Hallelujah (piosenka Gali Atari i Milk and Honey)
Hallelujah – piosenka Gali Atari i zespołu Milk and Honey, nagrana w 1979. Utwór został skomponowany przez Kobiego Oszrata z hebrajskimi słowami Szimrit Orr. Zwycięska piosenka 24. Konkursu Piosenki Eurowizji.

## Historia

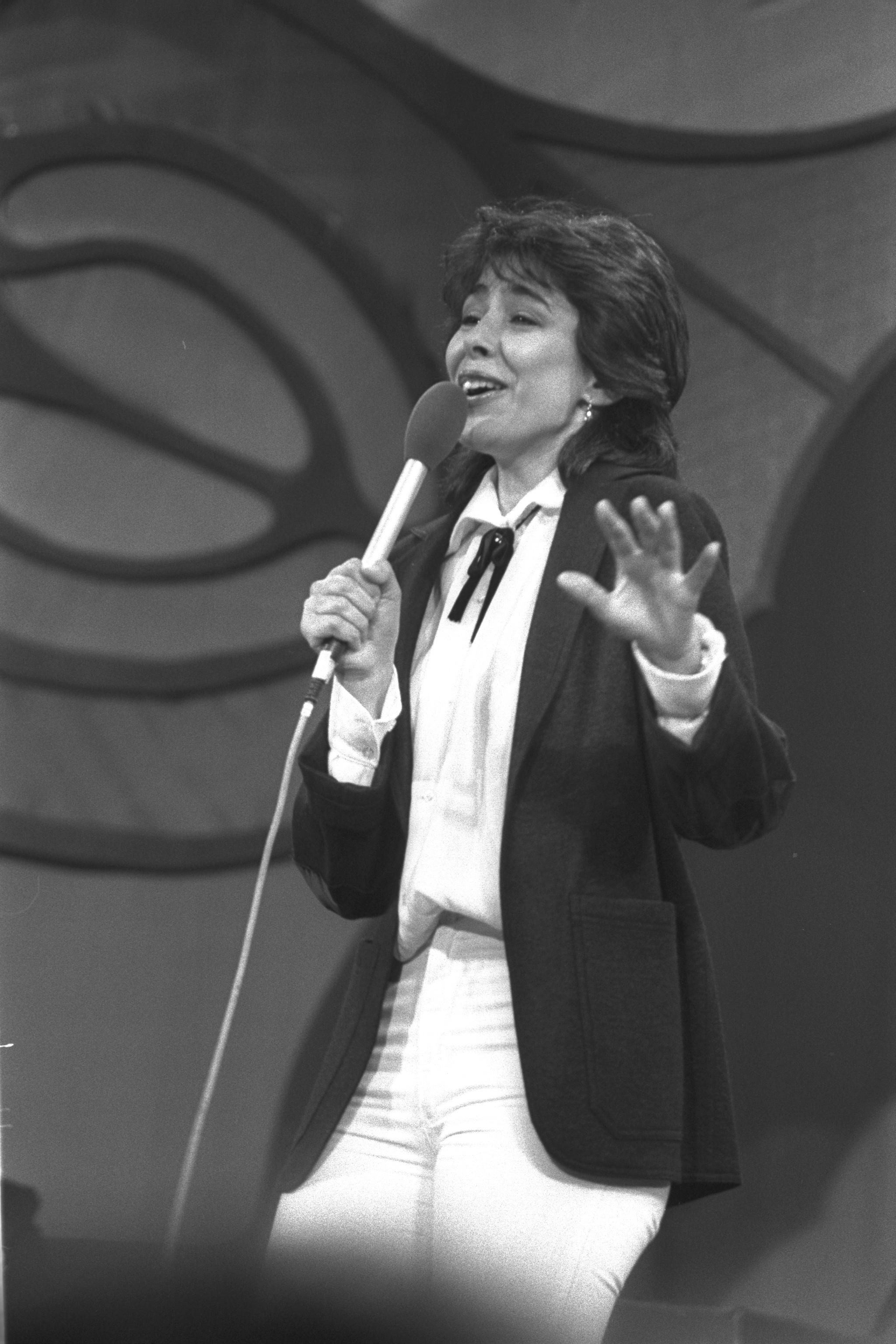
Gali Atari (1981)

Rozkład głosów dla Izraela na Eurowizji 1979

Piosenka miała być wykonana podczas 24. Konkursu Piosenki Eurowizji przez zespół Hakol Over Habibi, ten jednak zrezygnował z występu. Specjalnie z myślą o konkursie powstał więc zespół Milk and Honey, w składzie: Re’uwen Gwitrz, Szmulik Bilu i Jehuda Tamir. Wspólnie z Gali Atari zwyciężyli w konkursie. Po wygranej piosenka stała się międzynarodowym przebojem i doczekała się wersji w różnych językach. Wydana jako singel przez Polydor Records. „Hallelujah” w kwietniu dotarła do piątego miejsca na brytyjskiej liście przebojów. Trafiła na  album Milk and Honey with Gali sygnowany jako „Milk and Honey with Gali”.
W 1999 utwór został wykonany na koniec finału 44. Konkursu Piosenki Eurowizji przez wszystkich uczestników konkursu w hołdzie ofiarom wojny w Kosowie.
W maju 2018 Gali Atari i zespół Milk and Honey zaśpiewali piosenkę w specjalnej wersji podczas obchodów siedemdziesiątej rocznicy ogłoszenia proklamacji niepodległości Izraela. Do utworu został dodany fragment upamiętniający przeniesienie do Jerozolimy amerykańskiej ambasady.